# 宮崎県立児湯るぴなす支援学校
宮崎県立児湯るぴなす支援学校（みやざきけんりつ こゆるぴなすしえんがっこう）は、宮崎県児湯郡新富町にある公立特別支援学校である。

## 概要
生徒数：92名 （2018年現在）

### 設置学部
- 小学部
- 中学部
- 高等部
  - 通常学級 - 単一障がい（知的障がいのみ）の生徒を対象。
  - 重複障がい学級 - 2つ以上の障がい（知的障がいと肢体不自由など）のある生徒を対象。

体調によって通学が困難な児童生徒に対して、家庭や病院を訪問して授業を行う「訪問教育学級」がある。

## 教育方針
基本理念
一人一人の個性が輝く創意あふれる教育
教育目標
主体的・積極的な社会参加や自立の基礎となる「生きる力」を培い、豊かな人間関係を築くことができる心身共に調和のとれた人間の育成を図る
重点目標
- 児童生徒にとって魅力ある学校づくり
- 主体的に学びあう教師集団
- 地域・保護者から信頼される学校づくり
- 長期的展望にたった学習環境の整備

## 沿革
- 1968年（昭和43年）6月 : 宮崎県立富養園[注釈 1]小児病棟に「ルピナス学園」を開設。
- 1969年（昭和44年）4月1日 : 新富町立富田小学校ルピナス学園特殊学級および新富町立富田中学校ルピナス学園特殊学級が許可。
- 1973年（昭和48年）4月1日 : 特殊学級が分校に昇格。（富田小学校ルピナス学園分校、富田中学校ルピナス学園分校）
- 1979年（昭和54年）
  - 4月1日 : 「宮崎県立児湯養護学校」を開校。（養護学校の義務化に伴い、病弱養護学校として創設）
  - 4月10日 : 開校式および入学式を挙行。
  - 5月24日 : 校章を制定。
  - 9月20日 : 校歌を制定。
- 1979年度（昭和54年度） : 富田小学校との交流教育を開始。（富田小学校の研究指定校となる)
- 1981年（昭和56年）4月1日 : 新校舎に移転。
- 1982年（昭和57年）3月12日 : 体育館が竣工。
- 1988年（昭和63年）4月1日 : 宮崎県宮崎養護学校（現・宮崎県立みやざき中央支援学校）より訪問教育学級を移管。
- 1996年（平成8年）3月15日 : プールが竣工。
- 2001年（平成13年）
  - 4月11日 : 牛乳給食を開始。
  - 9月1日 : 学校給食を開始。
- 2007年（平成19年）4月1日 : 発達障がいに対応した指導力向上事業特別支援教育研究校に指定(2ヵ年)
- 2008年（平成20年）
  - 4月1日 : 学校教育法の改正に伴い、「宮崎県立児湯るぴなす支援学校」に改称。
  - 11月8日 : 創立30周年記念式典を挙行。
- 2010年（平成22年）
  - 4月1日 : 入学対象の障がい種が、「病弱」から「知的障がい」/「知的障がい・肢体不自由」に移行。
  - 5月6日 : 高等部設置準備委員会を開設。
- 2013年（平成25年）4月1日 : 高等部を設置[3]（宮崎県立みやざき中央支援学校高等部より訪問教育学級を移管[4]）。
- 2016年（平成28年）4月15日 : 高等部の作業学習を企業化した「るぴなす会社」を設立。

## 交通
最寄りの鉄道駅
JR日豊本線 日向新富駅より500m（徒歩6分）
最寄りのバス停
宮崎交通バス 高鍋線（三納代経由） 「三納代」バス停より700m（徒歩9分）
最寄りの道路
宮崎県道309号川床日向新富停車場線 「日向新富駅前」交差点
宮崎県道306号今別府八幡線 「新富町新町」交差点

## 周辺
- 新富町立富田小学校
- 新富町立富田中学校